# Шандриголівська волость
Шандриголівська волость — історична адміністративно-територіальна одиниця Ізюмського повіту Харківської губернії з центром у слободі Шандриголова.
Станом на 1885 рік складалася з 14 поселень, 2 сільських громад. Населення — 6694 особи (3353 чоловічої статі та 3341 — жіночої), 1170 дворових господарств.
|                     | Площа, десятин | У тому числі орної, дес. |
| ------------------- | -------------- | ------------------------ |
| Сільських громад    | 13997          | 9266                     |
| Приватної власності | 2357           | 1266                     |
| Іншої власності     | 114            | 58                       |
| Загалом             | 16468          | 10590                    |

Основні поселення волості:
- Шандриголова — колишня державна слобода при річці Нетриус за 3 версти від повітового міста, 1077 осіб, 349 дворових господарств, православна церква, школа, поштова станція, 7 лавок, 3 шкіряних заводи, базари по неділях, 4 ярмарки на рік.
- Рубцова — колишня державна слобода при річці Оскіл, 1026 осіб, 184 дворових господарства, православна церква, школа, лавка, щорічний ярмарок.
- Хлепантурівка (Лозова) — колишнє державне село при річці Оскіл, 1020 осіб, 183 дворових господарства.

Найбільші поселення волості станом на 1914 рік:
- село Шандриголова — 2988 мешканців;
- село Рубцове — 2420 мешканців;
- село Новоселівка — 3587 мешканців;
- село Лозова — 1884 мешканці.

Старшиною волості був Іван Карпович Фоменко, волосним писарем — Максим Корнійович Литвинов, головою волосного суду — Ілля Олексійович Стряпчий.